# 东泗乡
东泗乡，是中华人民共和国福建省漳州市龙海区下辖的一个乡镇级行政单位。

## 行政区划
东泗乡下辖以下地区：
虎渡村、太江村、卓港村、东泗村、碧浦村、松浦村、董浦村、松岭村、西岭村、水浒村、清泉村、渐山村、下浦村和溪坂村。